# Петар Ашкраба Загорски
Петар Ашкраба Загорски (Јелашца, 12. јул 1952) српски је пјесник и публициста. У својим радовима заступа српску аутохтонистичку школу.

## Биографија
Рођен је на Петровдан 1952. године у селу Јелашца на Загорју (област општине Калиновик).
Студирао је више факултета и радио је разне послове у више мјеста бивше Југославије, од физичког радника, преко референта, васпитача, инспектора, професора, економисте до директора Радне организације.
Петар Ашкраба Загорски је учествовао у многим научним скуповима и објављиван у зборницима.
До распада Југославије је већином живио у Сарајеву, сада живи у Фочи.

## Признања
- Повеља Књижевног фонда „Свети Сава“ 2003. године за благодарна књижевна дјела која доприносе развоју културне баштине српског народа
- Дучићева награда за најбољу пјесму
- Повеља Књижевног фонда „Свети Сава“. Повељу је добио 26. јануара 2012. у Источном Сарајеву за истраживања о поријеклу породица.[2]

## Дјела
- Збирку Тавногорке је објавио на анонимном конкурсу Републичког комитета СР БиХ за образовање, науку, културу и физичку културу, 1982.
- Спјев Ђедија, Наутилус, Чачак, 1996.
- Збирку лирских пјесама ПРВНИЦЕ, Металограф, Ваљево, 1996. (дио пјесама по сјећању из збирке ЗЕЛЕНГОРСКИ ВИЈЕНЦИ и већи дио нових)
- Спјев Кољеници, ЈНИШП Ослобођење, Српско Сарајево, 1996.
- Ђедија-Кољеници (спјевови), Српско Сарајево, 1997 (друго издање)
- Спјев Згибеништа, Ослобођење, Српско Сарајево, 1997.
- Спјев Синовље, Фоча-Србиње, 2001.
- Спјев Синовље, Загорје, 2002 (друго издање).
- Загорје (Срби кроз времена), Загорје, 2005 (историографија, општа историја Загорја или Загорске Србије)
- Загорје (Срби кроз времена), Загорје, 2006 (друго издање).
- Србија (или Загорје. Стара српска презимена, сеобе...), Загорје, 2008 (историографија, обрађена су стара презимена 600 до 1800 година старости и нека презимена до 2500 година, те живућа презимена, укупно око 50.000 презимена простора Загорске Србије).
- Спјев Вјековања, Загорје, 2010.
- Казивања (књига мисли и поука), Загорје, 2011.
- Истине (прозно дјело које говори кроз тачна историјска дешавања о данашњем и ваздашњем на сваку животну тему), Загорје, 2012.
- ЗБОРНИК - Загорска Србија или Загорје (организатор и приређивач), Калиновик 2014.
- ПОСЛУШАЈТЕ (СРБИ У СВЕ ТРИ ВЈЕРЕ И СВИ ДРУГИ) - књига мисли, истина, поука написаних на основу историјског и психолошких проучавања српског народа и других, Загорје, 2016.
- ПЕТРОВКЕ (ИСТОРИКЕ СРБСКЕ ПОВИЈЕСТИ)-(oва књига опјевава на најистинитији начин најважније догађаје из овдашње историје на примјерени начин добу када су се здесили, и на начин како је овај аутор, истраживач презимена и поријекла, утврдио), Загорје 2018.
- САСРБЉЕЊА (СРБА РАЗСРБЉЕНИХ)-("КАЗУЈЕ о присилном разсрбљавању Срба кроз времена до данас, отимању свега србскога и окривљивању Срба, те о потреби и начину САСРБЉАВАЊА СРБА. Истражујући презимена и поријекла, овај истраживач је утврдио, све даље идући у прошлост, да се наше србско сродство савија у лијевак и да смо сви Срби у све три вјере најближа родбина. Зато се САСРБИМО.“), Загорје 2020.
- ГРЕБОСЛОВИ (ПРЕЗИМЕНА ГРЕБНИЦА СРБСКИЈЕ), Загорје, 2022. (на 715 страна поријекло преко 40.000 презимена на србским гребницама, и разним староставним поменима србских презимена, као и живућа братства на простору Загорске Србије).